# Domingo Santa María
Domingo Santa María González (ur. 14 sierpnia 1825 w Santiago, zm. 18 lipca 1889 tamże) – chilijski prawnik, polityk i pisarz, prezydent kraju w latach 1881–1886.
Był synem Luisa Santa María i Any Josefy González Morandé. Ukończył studia w Instytucie Narodowym w Santiago i prawo na Uniwersytecie Chile w Santiago, uzyskując w 1847 roku uprawnienia adwokackie. W tym samym roku został intendentem Colchagui. Stał się wówczas przeciwnikiem prezydenta Manuela Montt Torresa. Jako uczestnik rewolucji w 1851 i 1859 roku musiał wyemigrować do Europy, skąd powrócił w 1862 roku dzięki amnestii ogłoszonej przez prezydenta José Joaquina Pereza. Rozpoczął wówczas karierę w sądownictwie, dochodząc do stanowiska ministra sądu apelacyjnego. Był deputowanym w latach 1858-1876 oraz senatorem od 1879 roku.

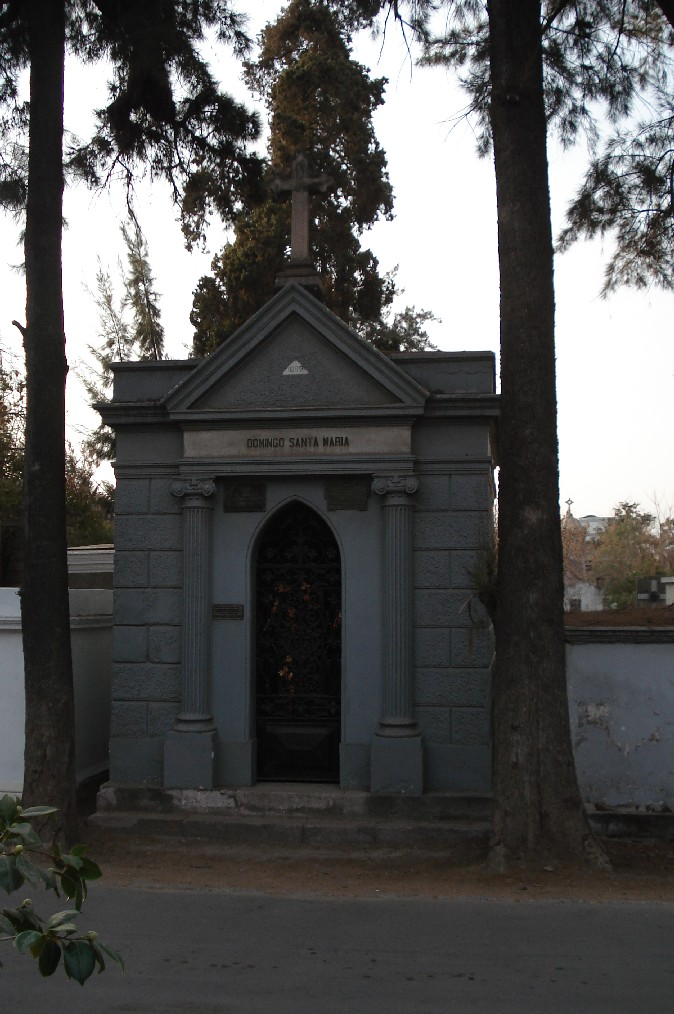
Grobowiec Domingo Santa María na Cmentarzu Generalnym w Santiago

Podczas wojny o saletrę razem z Benjaminem Vicuñą Mackenną zaczął atakować sposób prowadzenia wojny przez ministra Rafaela Satomayora Baezę. Wobec groźby destabilizacji armii prezydent Aníbal Pinto zaproponował mu uczestnictwo w rządzie. Przyjął złożoną ofertę, zostając ministrem spraw zagranicznych – wsławił się wówczas zapewnieniem neutralności Argentyny dzięki traktatowi przewidującemu cesję na jej rzecz wschodniej części Patagonii. Po kilku miesiącach został przeniesiony na stanowisko ministra spraw wewnętrznych, które złożył rok później.
W 1881 roku wystartował w wyborach prezydenckich, które wygrał zdobywając 225 spośród 305 głosów elektorskich. Jako prezydent kontynuował wojnę saletrzaną doprowadzając do jej zwycięskiego końca (1884). W polityce wewnętrznej kraju większość swych sił skierował przeciw chilijskiemu Kościołowi katolickiemu, doprowadzając do uchwalenia tzw. ustaw laickich (1885/86). Za jego rządów wojska chilijskie ostatecznie podbiły Araukanię, włączając ją do terytorium Chile, stworzono pierwsze połączenie telefoniczne pomiędzy Santiago a Concepción oraz wprowadzono oświetlenie elektryczne. Ciemną stroną jego rządów były natomiast fałszerstwa wyborcze.
Odchodząc z urzędu umożliwił wybór na swego następcę dawnego podwładnego i współpracownika José Manuela Balmacedy.
Po odejściu z urzędu prezydenta pełnił funkcję przewodniczącego Senatu. Zmarł na atak serca 16 lipca 1889 roku.